# Russkij Booker

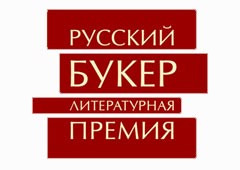
Logo del Premio

Il premio Russkij Booker (in russo Русский Букер?), a volte chiamato anche Premio Booker russo, è un premio letterario russo ispirato  al Booker Prize britannico e ideato dall'uomo d'affari britannico Michael Harris Caine, tra i fondatori del Booker Prize e a cui è dedicato il Caine Prize rivolto agli scrittori africani.

## Storia
Il Russkij Booker è stato assegnato dal 1992 al 2017 alla migliore opera di narrativa scritta in lingua russa, indipendentemente dalla nazionalità dell'autore. Il premio è assegnato da un gruppo di giudici che ogni anno sceglie un vincitore da una lista di generalmente 6 finalisti. Si tratta del primo premio letterario non statale dai tempi della Rivoluzione russa del 1917.
Tra il 1997 e il 2001 il premio è stato ribattezzato Premio Letterario Smirnoff-Booker, in onore dell'imprenditore Piotr Smirnov, fondatore dell'omonima azienda produttrice di vodka e allora sponsor del premio. Tra il 2002 e il 2005 principale sponsor è Open Russia NGO e pertanto il nome del premio è diventato Premio Letterario Booker-Open Russia. Nel 2006 è stato siglato un accordo di sponsorizzazione con la società petrolifera britannica BP.
Nel 2011, al termine del contratto di cinque anni con BP, è subentrata come sponsor l'azienda di telecomunicazioni Russian Telecom Equipment Company. In tale anno, invece del consueto premio, si è deciso di assegnare il premio al "miglior romanzo del decennio", selezionando il vincitore tra le 60 opere arrivate in finale nelle dieci edizioni precedenti. In tale occasione il premio venne assegnato ad Aleksandr Čudakov per la sua opera "Ложится мгла на старые ступени…" (titolo in inglese A Gloom is Cast Upon the Ancient Steps).
Tra il 2012 e il 2017 il premio viene sposorizzato da Globex Banx, ma al termine del contratto fatica a trovare un nuovo finanziatore. Nel 2018 il premio non viene assegnato e il 19 settembre 2019 viene rilasciato un comunicato in cui si annuncia la cancellazione del premio a causa della mancanza di finanziamenti, con la possibilità di riattivarlo il futuro nel caso si riuscisse a trovare un nuovo sponsor adeguato.

## Vincitori e nomination
1992
- Mark Charitonov - Opera "Линия Судьбы" (titolo inglese "Lines of Fate") - vincitore
- Friedrich Gorenštejn - Opera "Место" (titolo inglese "Place") - nomination
- Aleksandr Ivančenko - Opera "Монограмма" (titolo inglese "Monogram") - nomination
- Vladimir Makanin - Opera "Лаз" (titolo inglese "Manhole") - nomination
- Ljudmila Petruševskaja - Opera "Время ночь" (titolo inglese "The Time Night") - nomination
- Vladimir Georgievič Sorokin - Opera "Сердца четырех" (titolo inglese "Four Stout Hearts") - nomination

1993
- Vladimir Makanin - Opera "Стол, покрытый сукном и с графином в середине" (titolo inglese "Baize-covered Table with Decanter") - vincitore
- Viktor Petrovič Astaf'ev - Opera "Прокляты и убиты" (titolo inglese "The Cursed and the Slain") - nomination
- Oleg Ermakov - Opera "Знак зверя" (titolo inglese "Sign of the Beast") - nomination
- Semen Lipkin - Opera "Записки жильца" (titolo inglese "Notes of a Lodger") - nomination
- Ljudmila Evgen'evna Ulickaja -Opera "Сонечка" (titolo inglese "Sonechka", titolo italiano "Sonja") - nomination

1994
- Bulat Šalvovič Okudžava - Opera "Упраздненный театр" (titolo inglese "The Show is Over") - vincitore
- Petr Aleškovskij - Opera "Жизнеописание Хорька" (titolo inglese "Skunk: A Life") - nomination
- Jurij Bujda - Opera  "Дон Домино" (titolo inglese "Don Domino") - nomination
- Igor' Dolinjak - Opera  "Мир третий" (titolo inglese "Third World") - nomination
- Michael Levitin - Opera  "Сплошное неприличие" (titolo inglese "Total Indecency") - nomination
- Aleksej Slapovskij - Opera  "Первое второе пришествие" (titolo inglese "The First Second Coming") - nomination

1995
- Georgij Nikolaevič Vladimov - Opera "Генерал и его армия" (titolo inglese "The General and His Army", titolo italiano "Il generale e la sua armata") - vincitore
- Oleg Olegovič Pavlov - Opera "Казенная сказка" (titolo inglese "A Barracks Tale") - nomination
- Evgenij Fedorov - Opera "Одиссея Жени Васяева" (titolo inglese "The Odyssey") - nomination

1996
- Andrej Sergeev - Opera "Альбом для марок" (titolo inglese "The Stamp Album") - vincitore
- Petr Aleškovskij - Opera "Владимир Чигринцев" (titolo inglese "Vladimir Chigrintsev") - nomination
- Viktor Petrovič Astaf'ev - Opera "Так хочется жить" (titolo inglese "The Will to be Alive") - nomination
- Andrej Dmitriev - Opera "Поворот реки" (titolo inglese "Turn in the River") - nomination
- Dmitrij Dobrodeev - Opera "Возвращение в Союз" (titolo inglese "Back to the USSR") - nomination
- Nina Gorlanova e Vjačeslav Bukur - Opera "Bukur Роман воспитания" (titolo inglese "A Novel About Education") - nomination

1997
- Anatolij Azol'skij - Opera "Клетка" (titolo inglese "Cell") - vincitore
- Dmitrij Lipskerov - Opera "Сорок лет Чанджоэ" (titolo inglese "The Forty Years of Changzhoeh") - nomination
- Jurij Maleckij - Opera "Любью" (titolo inglese "I Love") - nomination
- Ol'ga Slavnikova - Opera "Стрекоза, увеличенная до размеров собаки" (titolo inglese "A Dragonfly Enlarged to the Size of a Dog") - nomination
- Ljudmila Evgen'evna Ulickaja - Opera "Медея и ее дети" (titolo inglese "Medea and Her Children", titolo italiano "Medea") - nomination
- Anton Utkin - Opera "Хоровод" (titolo inglese "Round Dance") - nomination

1998
- Aleksandr Morozov - Opera "Чужие письма" (titolo inglese "Strange Letters") - vincitore
- Irina Poljanskaja - Opera "Прохождение тени" (titolo inglese "Passing of the Shadow") - nomination
- Michail Prorokov - Opera "Бга" (titolo inglese "Bga") - nomination
- Aleksej Slapovskij - Opera "Анкета" (titolo inglese "Questionnaire") - nomination
- Aleksandra Čistjakova - Opera "Не много ли для одной" - nomination

1999
- Michail Butov - Opera "Свобода" (titolo inglese "Freedom") - vincitore
- Jurij Bujda - Opera "Прусская невеста" (titolo inglese "The Prussian Bride") - nomination
- Aleksandra Vasil'eva - Opera "Моя Марусечка" (titolo inglese "My Marusechka") - nomination
- Leonid Giršovič - Opera "Прайс" (titolo inglese "The Prizelist") - nomination
- Vladimir Makanin - Opera "Андеграунд, или Герой нашего времени" (titolo inglese "The Underground, or a Hero of Our Time", titolo italiano "Underground ovvero un eroe del nostro tempo") - nomination
- Viktorija Platova - Opera "Берег" (titolo inglese "A Coast") - nomination

2000
- Michail Pavlovič Šiškin  - Opera "Взятие Измаила" (titolo inglese "The Conquest of Izmail", titolo italiano "La presa di Izmail") - vincitore
- Valerij Zalotucha - Opera "Последний коммунист" (titolo inglese "The Last Communist") - nomination
- Nikolaj Kononov - Opera "Похороны кузнечика" (titolo inglese "The Funeral of a Grasshopper") - nomination
- Marija Palej - Opera "Ланч" (titolo inglese "Lunch") - nomination
- Aleksej Slapovskij - Opera "День денег" (titolo inglese "Money Day") - nomination
- Svetlana Šenbrun - Opera "Розы и хризантемы" (titolo inglese "Roses and Chrysanthemums") - nomination

2001
- Ljudmila Evgen'evna Ulickaja - Opera "Казус Кукоцкого" (titolo inglese "The Kukotsky Case", titolo italiano "Il dono del dottor Kukockij") - vincitore
- Anatolij Najman - Opera "Сэр" (titolo inglese "Sir") - nomination
- Sergej Nosov - Opera "Хозяйка истории" (titolo inglese "The Lady of History") - nomination
- Tat'jana Nikitična Tolstaja - Opera "Кысь" (titolo inglese "Slynx") - nomination
- Alan Čerčesov - Opera "Венок на могилу ветра" (titolo inglese "Wreath for the Grave of the Wind") - nomination
- Aleksandr Čudakov - Opera "Ложится мгла на старые ступени" (titolo inglese "A Gloom Is Cast Upon the Ancient Steps") - nomination

2002
- Oleg Olegovič Pavlov - Opera "Карагандинские девятины, или Повесть последних дней" (titolo inglese "Karaganda Ninth-Day  Requiem or The Story of the Last Days") - vincitore
- Dmitrij Bortnikov - Opera "Синдром Фрица" (titolo inglese "Fritz Syndrome") - nomination
- Sergej Gandlevskij - nomination
- Aleksandr Melichov - Opera "Любовь к отеческим гробам" (titolo inglese "The Love of Kinfolks Laid to Rest") - nomination
- Vadim Mesjac - Opera "Лечение электричеством. Роман из 84 фрагментов Востока и 74 фрагментов Запада" (titolo inglese "Treatment by Electricity: Novel of 84 Fragments from the East and 74 Fragments from the West") - nomination
- Vladimir Georgievič Sorokin - Opera "Лёд" (titolo inglese "Ice", titolo italiano "Ghiaccio") - nomination

2003
- Rubén Gallego - Opera "Белое на черном" (titolo inglese "White on Black", titolo italiano "Bianco su Nero") - vincitore
- Natal'ja Galkina - Opera "ВИЛЛА РЕНО" (titolo inglese "Renaud's Residence") - nomination
- Leonid Zorin - Opera "ЮПИТЕР" (titolo inglese "Jupiter") - nomination
- Afanasij Mamedov - Opera "ФРАУ ШРАМ" (titolo inglese "Frau Scar") - nomination
- Elena Čižova - Opera "ЛАВРА" (titolo inglese "Laura") - nomination
- Leonid juzefovič - Opera "КАЗАРОЗА" (titolo inglese "Kazaroza") - nomination

2004
- Vasilij Pavlovič Aksënov - Opera "Вольтерьянцы и вольтерьянки" (titolo inglese "Voltairiens and Voltairiennes") - vincitore
- Oleg Zajončkowskij - Opera "Сергеев и городок" (titolo inglese "Sergeyev and the Town") - nomination
- Anatolij Kurčatkin - Opera "Солнце сияло" (titolo inglese "The Sun was Shining") - nomination
- Marta Petrova - Opera "Валторна Шилклопера" (titolo inglese "Shilkloper's Horn") - nomination
- Ljudmila Petruševskaja - Opera "Номер один, или В садах других возможностей" (titolo inglese "Number One or in the Gardens of other Opportunities") - nomination
- Aleksej Slapovskij - Opera "Качество жизни" (titolo inglese "Quality of Life") - nomination

2005
- Denis Gucko - Opera "Без пути-следа" (titolo inglese "Without Way or Track") - vincitore
- Boris Evseev - Opera "Романчик" (titolo inglese "Little Romance") - nomination
- Oleg Yermakov - Opera "Холст" (titolo inglese "Canvas") - nomination
- Anatolij Najman - Opera "Каблуков" (titolo inglese "Kablukov") - nomination
- Roman Solncev - Opera "Золотое дно" (titolo inglese "Bonanza") - nomination
- Roman Solncev - Opera "Минус Лавриков" (titolo inglese "Except for Lavrikov") - nomination
- Elena Čižova - Opera "Преступница" (titolo inglese "A Criminal") - nomination

2006
- Ol'ga Slavnikova - Opera "2017" - vincitore
- Zachar Prilepin	- Opera "Санькя" (titolo inglese "Sanka", titolo italiano "San’kja") - nomination
- Dina Rubina - Opera "На солнечной стороне улицы" (titolo inglese "On the Sunny Side of the Street") - nomination
- Denis Sobolev - Opera "Иерусалим" (titolo inglese "Jerusalem") - nomination
- Alan Čerčesov - Opera "Вилла Бель-Летра" (titolo inglese "Villa Belle Letra") - nomination
- Petr Aleškovskij - Opera "Рыба" (titolo inglese "A Fish") - nomination

2007
- Aleksandr Iličevskij  - Opera "Матисс" (titolo inglese "Matisse") - vincitore
- Andrej Dmitrev - Opera "Бухта Радости" (titolo inglese "Bay of Joy") - nomination
- Jurij Maleckij - Opera "Конец иглы, Дортмунд" (titolo inglese "The End of a Needle") - nomination
- Igor' Sachnovskij - Opera "Человек, который знал все" (titolo inglese "The Man Who Knew Everything") - nomination
- Aleks Tarn - Opera "Бог не играет в кости" (titolo inglese "God Does Not Play With Dice") - nomination
- Ljudmila Evgen'evna Ulickaja - Opera "Даниэль Штайн, переводчик" (titolo inglese "Daniel Stein, Translator", titolo italiano "Daniel Stein, traduttore") - nomination

2008
- Michail Elizarov - Opera "Библиотекарь" (titolo inglese "Librarian", titolo italiano "Il bibliotecario") - vincitore
- Vladimir Šarov - Opera "Будьте как дети" (titolo inglese "Be as Little Children") - nomination
- Il'ja Bojašev - Opera "Армада" (titolo inglese "Armada") - nomination
- Elena Nekrasova - Opera "Щукинск и города" (titolo inglese "Schukinsk and Other Places") - nomination
- Galina Ščekina - Opera "Графоманка" (titolo inglese "Grafomanka") - nomination
- German Sadulaev - Opera "Таблетка" (titolo inglese "Crack") - nomination

2009
- Elena Čižova - Opera "Время женщин" (titolo inglese "The Time of Women", titolo italiano "Il tempo delle donne") - vincitore
- Roman Senčin - Opera "Елтышевы" (titolo inglese "Eltyshevy") - nomination
- Aleksandr Terechov - Opera "Каменный мост" (titolo inglese "Stone Bridge") - nomination
- Boris Chazanov - Opera "Вчерашняя вечность" (titolo inglese "Yesterday's Eternity") - nomination
- Elena Katišonok - Opera "Жили-были старик со старухой" (titolo inglese "Once Upon a Time an Old Man and Old Woman") - nomination
- Leonid Juzefovič - Opera "Журавли и карлики" (titolo inglese "Cranes and Dwarfs") - nomination

2010
- Elena Koljadina - Opera "Цветочный крест" (titolo inglese "The Flower Cross") - vincitore
- Oleg Zajončkowskij - Opera "Счастье возможно" (titolo inglese "Happiness is Possible") - nomination
- Andrej Ivanov - Opera "Путешествие Ханумана на Лолланд" (titolo inglese "A Journey of Hanuman on Lolland") - nomination
- Mariam Petrosyan - Opera "Дом, в котором…" (titolo inglese "The Gray House", titolo italiano "La casa del tempo sospeso") - nomination
- German Sadulaev - Opera "Шалинский рейд" (titolo inglese "Shali Raid") - nomination
- Margarita Khemlin - Opera "Клоцвог" (titolo inglese "Klotsvog") - nomination

2011 (miglior romanzo del decennio)
- Aleksandr Čudakov - Opera "Ложится мгла на старые ступени" (titolo inglese "A Gloom Is Cast Upon the Ancient Steps") - vincitore
- Oleg Olegovič Pavlov - Opera "Карагандинские девятины, или Повесть последних дней" (titolo inglese "Karaganda Ninth-Day  Requiem or The Story of the Last Days") - nomination
- Zachar Prilepin	- Opera "Санькя" (titolo inglese "Sanka", titolo italiano "San’kja") - nomination
- Roman Senčin - Opera "Елтышевы" (titolo inglese "Eltyshevy") - nomination
- Ljudmila Evgen'evna Ulickaja - Opera "Даниэль Штайн, переводчик" (titolo inglese "Daniel Stein, Translator", titolo italiano "Daniel Stein, traduttore") - nomination

2012
- Andrej Dmitriev- Opera "Крестьянин и тинейджер" (titolo inglese "The Peasant and the Teenager") - vincitore
- Marina Achmedova - Opera "Дневник смертницы. Хадижа" (titolo inglese "Khadija, Notes of a Death Girl") - nomination
- Evgenij Anatol'evič Popov - Opera "Арбайт, или Широкое полотно. Интернет-роман" (titolo inglese "Arbeit, Or A Wide Canvas") - nomination
- Ol'ga Slavnikova - Opera "Легкая голова" (titolo inglese "Light Head") - nomination
- Marina Stepanova - Opera "Женщины Лазаря" (titolo inglese "The Women of Lazarus") - nomination
- Aleksandr Terechov - Opera "Немцы" (titolo inglese "The Germans") - nomination

2013
- Andrej Volos - Opera "Возвращение в Панджруд" (titolo inglese "Return to Panjrud") - vincitore
- E. Vodolazkin - Opera "Лавр. Неисторический роман" - nomination
- D. Gucko - Opera "Бета-самец" - nomination
- A. Ivanov - Opera "Харбинские мотыльки" - nomination
- M. Chemlin - Opera "Дознаватель" - nomination
- B. Šapko У - Opera "подножия необъятного мира" - nomination

2014
- Vladimir Šarov - Opera "Возвращение в Египет" (titolo inglese "Return to Egypt") - vincitore
- A. Višnevskij - Opera "Жизнеописание Петра Степановича К." - nomination
- N. Gromova - Opera "Ключ. Последняя Москва" - nomination
- Zachar Prilepin - Opera "Обитель" (titolo italiano "Il monastero") - nomination
- V. Remizov - Opera "Воля вольная" - nomination
- E. Skul'ckaja - Opera "Мраморный лебедь" - nomination

2015
- Alexander Snegirev - Opera "Вера" (titolo inglese "Vera") - vincitore
- Alisa Ganieva - Opera "Жених и невеста" (titolo inglese "Bride and Groom") - nomination
- Vladimir Danichov - Opera "Колыбельная" (titolo inglese "The Lullaby") - nomination
- Jurij Pokrovskij - Opera "Среди людей" (titolo inglese "Among People") - nomination
- Roman Senčin - Opera "Зона затопления" (titolo inglese "Flood Zone") - nomination
- Guzel Jachina - Opera "Зулейха открывает глаза Zuleikha" (titolo inglese "Opens Her Eyes") - nomination

2016
- Piotr Alechkovski - Opera "Крепость" (titolo inglese "The Citadel") - vincitore
- S. Aflatuni - Opera "Поклонение волхвов" - nomination
- S. Lebedev - Opera "Люди августа" - nomination
- A. Melichov - Opera "И нет им воздаяния" - nomination
- B. Minaev - Opera "Мягкая ткань. Батист" - nomination
- L. Juzefovič - Opera "Зимняя дорога" - nomination

2017
- Aleksandra Nikolaenko - Opera "Убить Бобрыкина. История одного убийства" (titolo inglese "To Kill Bobrykin. The Story of One Killing") - vincitore
- Michail Gigolašvili - Opera "Тайный год" - nomination
- Igor' Mal'šev - Opera "Номах. Искры большого пожара" - nomination
- Vladimir Medvedev - Opera "ЗАХХОК" - nomination
- Aleksandr Melichov - Opera "Свидание с Квазимодо" - nomination
- Dmitrij Novikov - Opera "Голомяное пламя" - nomination